# NAACP Image Awards 2018
50. ročník předávání cen NAACP Image Awards organizací NAACP, se konal dne 30. března 2019. Ceny se předávaly v Los Angeles v Kalifornii. Moderátorem večera byl Anthony Anderson.

## Ocenění a nominace

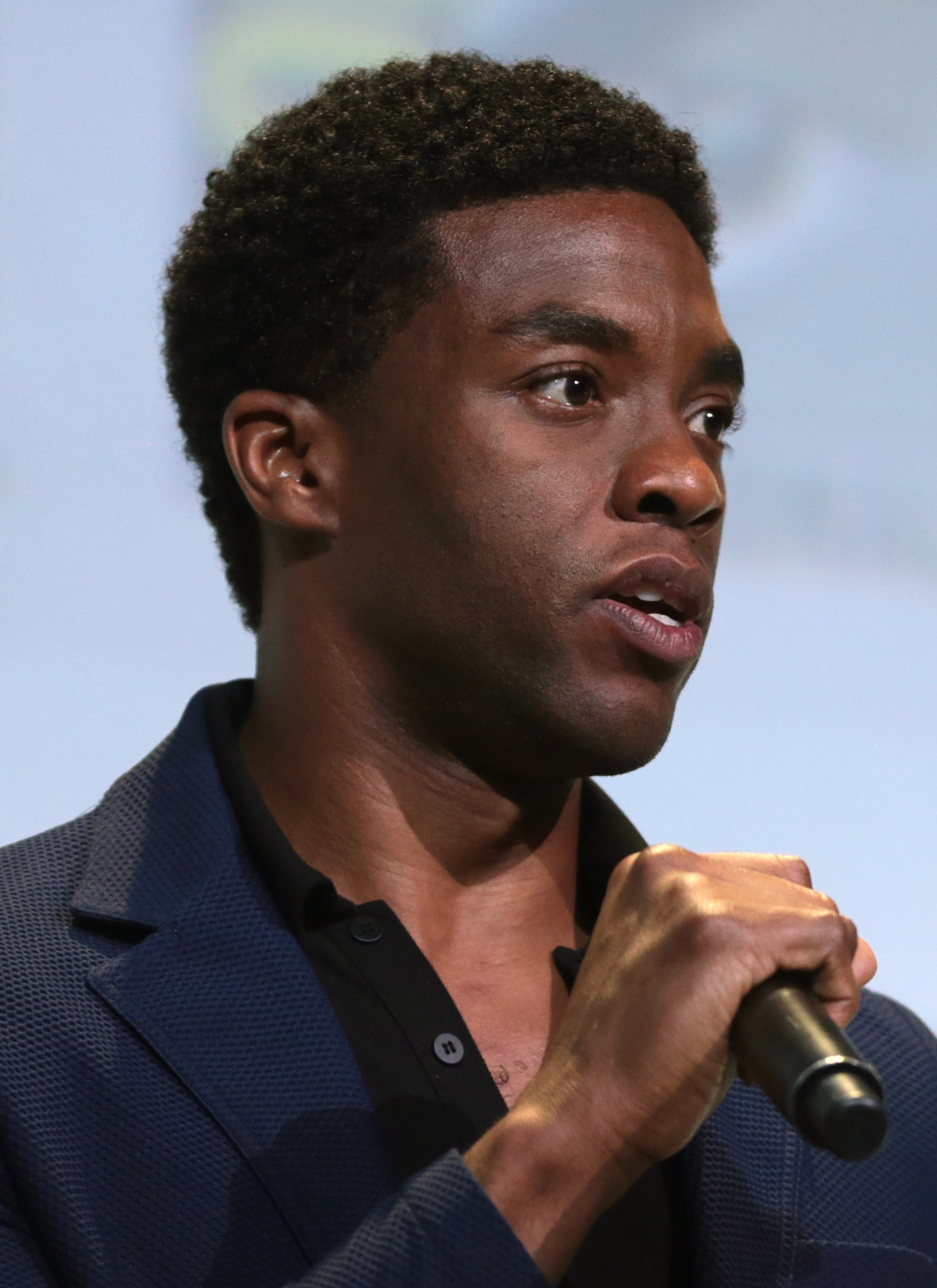
Chadwick Boseman, vítěz v kategorii nejlepší mužský herecký výkon v hlavní roli

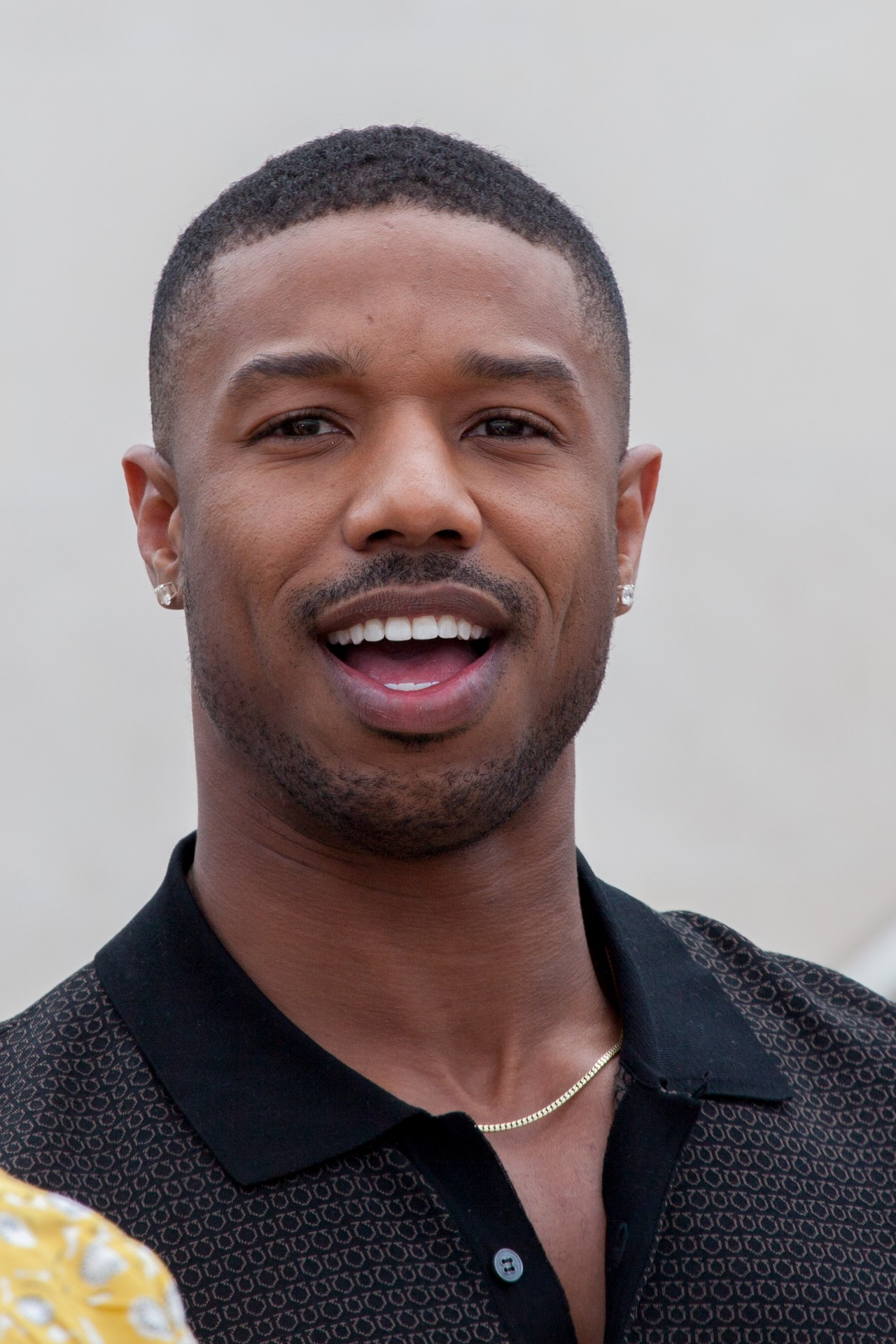
Michael B. Jordan, vítěz v kategorii nejlepší mužský herecký výkon ve vedlejší roli

### Film
| Nejlepší film | Nejlepší režie |
| --- | --- |
| Black Panther - BlacKkKlansman - Šíleně bohatí Asiati - Kdyby ulice Beale mohla mluvit - Nenávist, kterou jsi probudil | Ryan Coogler – Black Panther - Alan Hicks a Rashida Jones – Quincy - Barry Jenkins – Kdyby ulice Beale mohla mluvit - Spike Lee – BlacKkKlansman - Steve McQueen – Vdovy                         |
| Nejlepší mužský herecký výkon v hlavní roli | Nejlepší ženský herecký výkon v hlavní roli |
| Chadwick Boseman – Black Panther - Stephan James – Kdyby ulice Beale mohla mluvit - Michael B. Jordan – Creed II - Denzel Washington – Equalizer 2 - John David Washington – BlacKkKlansman                                                                                   | Amandla Stenberg – Nenávist, kterou jsi probudil - Viola Davis – Vdovy - Sanaa Lathan – Nappily Ever After - KiKi Layne – Kdyby ulice Beale mohla mluvit - Constance Wu – Šíleně bohatí Asiati   |

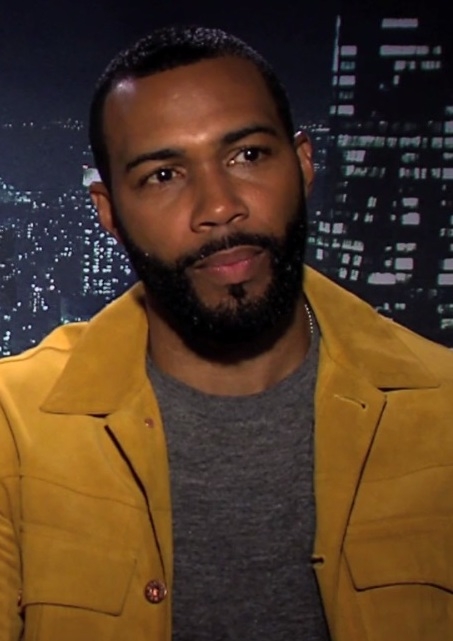
Omari Hardwick, vítěz v kategorii nejlepší mužský herecký výkon v hlavní roli (seriál–drama)

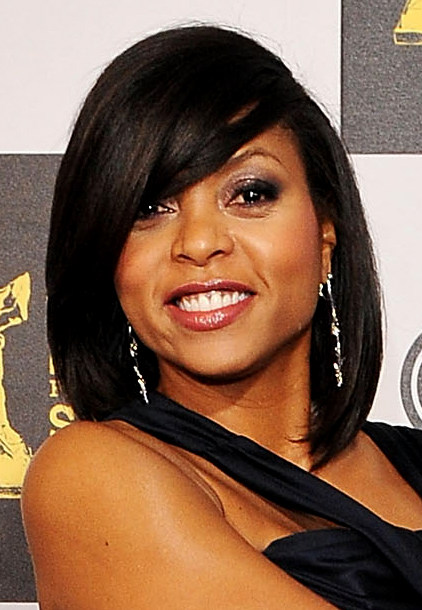
Taraji P. Henson, vítězka v kategorii nejlepší ženský herecký výkon v hlavní roli (seriál–drama)

| Nejlepší mužský herecký výkon ve vedlejší roli | Nejlepší ženský herecký výkon ve vedlejší roli |
| Michael B. Jordan – Black Panther - Mahershala Ali – Zelená kniha - Winston Duke – Black Panther - Brian Tyree Henry – Kdyby ulice Beale mohla mluvit - Russell Hornsby – Nenávist, kterou jsi probudil                                                                       | - Danai Gurira – Black Panther - Regina Hall – Nenávist, kterou jsi probudil - Regina Kingová – Kdyby ulice Beale mohla mluvit - Lupita Nyong'o – Black Panther - Letitia Wright – Black Panther |
| Nejlepší scénář | Nejlepší nezávislý film |
| - Ryan Coogler and Joe Robert Cole – Black Panther - Peter Chiarelli a Adele Lim – Šíleně bohatí Asiati - Barry Jenkins – Kdyby ulice Beale mohla mluvit - Boots Riley – Sorry to Bother You - Charlie Wachtel, David Rabinowitz, Kevin Willmott a Spike Lee – BlacKkKlansman | - Kdyby ulice Beale mohla mluvit - BlacKkKlansman - Nappily Ever After - Sorry to Bother You - Traffik                                                                                           |
| Objev roku | Nejlepší obsazení |
| - Letitia Wright – Black Panther - Winston Duke – Black Panther - KiKi Layne – Kdyby ulice Beale mohla mluvit - Storm Reid – V pasti času - John David Washington – BlacKkKlansman                                                                                            | - Black Panther - BlacKkKlansman - Šíleně bohatí Asiati - Nenávist, kterou jsi probudil - Vdovy                                                                                                  |

### Televize
| Nejlepší seriál | Nejlepší seriál |
| Drama | Komedie |
| --- | --- |
| - Power - Tohle jsme my - Queen Sugar - The Chi - Vražedná práva | - Black-ish - Nesvá - Grown-ish - Drazí běloši - Atlanta |
| TV film, mini-série, dramatický speciál | Dětský program |
| The Bobby Brown Story - Behind the Movement - The Simone Biles Story: Courage to Soar - Sedm sekund - Jesus Christ Superstar Live in Concert                                                                                              | Doktorka Plyšáková - Top Chef Junior - Sezame, otevři se - Avengers – Sjednocení – Black Panther's Quest - Motown Magic |
| Nejlepší herecký výkon (drama) | |
| Nejlepší mužský herecký výkon v hlavní roli | Nejlepší ženský herecký výkon v hlavní roli |
| Omari Hardwick – Power - Jason Mitchell – The Chi - Keith David – Greenleaf - Kofi Siriboe – Queen Sugar - Sterling K. Brown – Tohle jsme my                                                                                              | Taraji P. Henson – Empire - Alfre Woodard – Luke Cage - Naturi Naughton – Power - Viola Davis – Vražedná práva - Rutina Wesley – Queen Sugar                                                                                            |
| Nejlepší mužský herecký výkon ve vedlejší | Nejlepší ženský herecký výkon ve vedlejší roli |
| Jesse Williams – Chirurgové - Joe Morton – Skandál - Romany Malco – A Million Little Things - Jussie Smollett – Empire - Wendell Pierce – Jack Ryan                                                                                       | Lynn Whitfield – Greenleaf - CCH Pounder – Námořní vyšetřovací služba: New Orleans - Sanaa Lathan – Aféra - Susan Kelechi Watson – Tohle jsme my - Thandie Newton – Westworld                                                           |
| Nejlepší herecký výkon (komedie) | |
| Nejlepší mužský herecký výkon v hlavní roli | Nejlepší ženský herecký výkon v hlavní roli |
| Anthony Anderson – Black-ish - Donald Glover – Atlanta - Cedric the Entertainer – The Neighborhood - Dwayne Johnson – Hráči - Tracy Morgan – The Last O.G.                                                                                | Tracee Ellis Ross – Black-ish - Issa Rae – Nesvá - Yara Shahidi – Grown-ish - Logan Browning – Drazí běloši - Danielle Brooks – Holky za mřížemi                                                                                        |
| Nejlepší mužský herecký výkon ve vedlejší | Nejlepší ženský herecký výkon ve vedlejší roli |
| Marcus Scribner – Black-ish - Laurence Fishburne – Black-ish - Jay Ellis – Nesvá - John David Washington – Hráči - Tituss Burgess – Nezdolná Kimmy Schmidt                                                                                | Marsai Martin – Black-ish - Natasha Rothwell – Nesvá - Uzo Aduba – Holky za mřížemi - Yvonne Orji – Nesvá - Essence Atkins – Marlon |
| Nejlepší herecký výkon (TV film, mini-série) | |
| Nejlepší mužský herecký výkon v hlavní roli | Nejlepší ženský herecký výkon v hlavní roli |
| Michael B. Jordan – 451 stupňů Fahrenheita - Brandon Victor Dixon – Jesus Christ Superstar Live in Concert - John Legend – Jesus Christ Superstar Live in Concert - Russell Hornsby – Sedm sekund - Woody McClain – The Bobby Brown Story | Regina Kingová – Sedm sekund - Anna Deavere Smith – Zápisky z terénu - Gabrielle Dennis – The Bobby Brown Story - Jeanté Godlock – The Simone Biles Story: Courage to Soar - Toni Braxton – Faith Under Fire: The Antoinette Tuff Story |
| Nejlepší mladý herec/mladá herečka (TV seriál, TV film, speciál nebo mini-série) | |
| Marsai Martin – Black-ish - Miles Brown – Black-ish - Lyric Ross – Tohle jsme my - Lonnie Chavis – Tohle jsme my - Alex R. Hibbert – The Chi                                                                                              | |
| Nejlepší herecký výkon v hostující roli (televizní seriál) | |
| Kerry Washington – Vražedná práva - Tisha Campbell-Martin – Empire - Loretta Devine – Love is - Kendrick Lamar – Power - Erika Alexander – Black Lightning                                                                                | |
| Reality-show a zábavné pořady | |
| Nejlepší talk-show | Nejlepší reality-show |
| The Real - ESPN's First Take - Red Table Talk - The Daily Show with Trevor Noah - The View | Iyanlo, napravte mi život - Bitva playbacků - RuPaul's Drag Race - Shark Tank - The Voice |
| Nejlepší zprávy (seriál nebo speciál) | Nejlepší moderátor |
| Oprah Winfrey Presents: Becoming Michelle Obama - AM Joy - Angela Rye's State of the Union - A Thousand Words with Michelle Obama - Unsung                                                                                                | - Jada Pinkett Smith, Adrienne Banfield Norris, Willow Smith – Red Table Talk - Trevor Noah – The Daily Show with Trevor Noah - Lester Holt – NBC Nightly News with Lester Holt - LeBron James – The Shop - Joy Reid – AM Joy           |
| Nejlepší zábavný pořad nebo soutěžní pořad | |
| - Black Girls Rock! 2018 - 2 Dope Queens - Bruno Mars: 24K Magic Live at the Apollo - Saturday Night Live - Trevor Noah: Son of Patricia                                                                                                  | |

### Hudba
| Nejlepší nový umělec | Nejlepší zpěvák |
| --- | --- |
| Ella Mai - Jade Novah - Koryn Hawthorne - Omar Wilson - Tory Lanez | Bruno Mars - MAJOR. - John Legend - Raheem DeVaughn - Childish Gambino |
| Nejlepší zpěvačka | Nejlepší duo, skupina nebo kolaborace |
| H.E.R. - Andra Day - Janet Jacksonová - Ella Mai - Janelle Monáe | Kendrick Lamar & SZA – "All the Stars" - John Legend feat. BloodPop – "A Good Night" - H.E.R. feat. Bryson Tiller – "Could've Been" - Bruno Mars feat. Cardi B – "Finesse (Remix)" - Beyoncé a Jay-Z – "Everything Is Love" |
| Nejlepší jazzové album | Nejlepší gospelové album |
| Jazmin Deborah Ghent – The Story of Jaz - Christian Sands – Facing Dragons - Jon Batiste – Hollywood Africans - Ben Tankard – Rise! - Camille Thurman – Waiting for the Sunrise                                                                                              | Koryn Hawthorne – Unstoppable - Tori Kelly – Hiding Place - Tasha Cobbs Leonard – Heart. Passion. Pursuit. Live at Passion City Church - Jonathan McReynolds – Make Room - Jekalyn Carr – One Nation Under God              |
| Nejlepší hudební video | Nejlepší píseň (tradiční) |
| Childish Gambino – "This Is America" - Beyoncé a Jay-Z – "Apes**t" - H.E.R. feat. Bryson Tiller – "Could've Been" - Bruno Mars feat. Cardi B – "Finesse (Remix)" - Kendrick Lamar & SZA – "All the Stars"                                                                    | Toni Braxton – "Long as I Live" - Andra Day – "Amen" - MAJOR. – "Better With You in It" - Leon Bridges – "Beyond" - Tori Kelly feat. Kirk Franklin – "Never Alone"                                                          |
| Nejlepší píseň (současná) | Nejlepší album |
| Ella Mai – "Boo'd Up" - John Legend feat. BloodPop – "A Good Night" - Bruno Mars feat. Cardi B – "Finesse (Remix)" - Childish Gambino – "This Is America" - H.E.R. – "As I Am"                                                                                               | Ella Mai – Ella Mai - Janelle Monáe – Dirty Computer - MAJOR. – Even More - Beyoncé a Jay-Z – Everything Is Love - H.E.R. – I Used to Know Her: The Prelude                                                                 |
| Nejlepší soundtrack | |
| Kendrick Lamar, SZA feat. Různí umělci – Black Panther: The Album Music From and Inspired By - Adrian Younge a Ali Shaheed Muhammad – Luke Cage (2. řada) - Různí umělci – Nesvá (3. řada) - Různí umělci – Greenleaf (3. řada) - Různí umělci – Spider-Man: Paralelní světy | |